# 大村纂
大村 纂（おおむら あつむ、1942年 - ）は、日本の気候学者。グローバルディミングの発見者。東京都文京区出身。

## 経歴
神奈川県立横須賀高等学校、東京大学理学部卒業。1983年よりチューリッヒ工科大学教授、2007年より名誉教授。

## 略年譜
朋友会ホームページ ようこそ同窓生を参考とした
- 1957年 - 横須賀市立坂本中学校卒業
- 1960年 - 神奈川県立横須賀高等学校卒業(高12期)
- 1965年 - 東京大学理学部地学科卒業
- 1969年 - マギル大学大学院修士課程修了、理学修士
- 1970年 - スイス連邦工科大学チューリッヒ校(ETH)助手就任
- 1980年 - ETHより理学博士、上級助手就任
- 1983年 - ETH教授就任
- 1989年 - グローバルディミング(地球薄暮化)の発見
- 1991年 - 「熱収支・質量収支を中心とする雪氷・大気相互作用の研究」で日本気象学会堀内基金奨励賞受賞
- 1992年

- 国際放射モニターセンター(WRMC)所長兼任(2007年まで)
- 国際北極学術会議(IASC)理事・スイス代表就任(2000年まで)
- 1994年

- スイス学術会議大気気候専門委員会会長就任(1998年まで)
- 東京大学大学院理学研究科教授兼任(1998年まで)
- 1997年 - 第3回気候変動枠組条約締約国会議(COP3)スイス代表
- 2005年

- 国際雪氷学会会長就任(2008年まで)
- ケンブリッジ大学ガートン・カレッジフェロー兼任
- 2007年 - ETH定年退官、名誉教授就任

- インスブルック大学客員教授就任
- The Norbert Gerbier-MUMM International Award受賞
- 2008年 - 国立極地研究所招待教授就任
- 2011年 - 名古屋大学地球水循環研究センター客員教授就任
- 2013年 - 国立極地研究所顧問就任